# Bieke Shankou
Bieke Shankou är ett bergspass i Kina. Det ligger i den västra delen av landet, 3 600 km väster om huvudstaden Peking. Bieke Shankou ligger 4 741 meter över havet.
Terrängen runt Bieke Shankou är kuperad åt nordväst, men åt sydost är den bergig.  Trakten runt Bieke Shankou är nära nog obefolkad, med mindre än två invånare per kvadratkilometer. Det finns inga samhällen i närheten. Trakten runt Bieke Shankou är permanent täckt av is och snö.